# Espen Eriksen Trio
Espen Eriksen Trio ist ein 2007 gegründetes norwegisches Jazzensemble, bestehend aus Espen Eriksen (Klavier), Lars Tormod Jensen (Kontrabass) und Andreas Bye (Schlagzeug), das von der Kritik in eine Reihe mit vergleichbaren Formationen wie denen von Tord Gustavsen und Esbjörn Svensson gestellt und dafür gerühmt wird, die „verlorene Kunst des melodischen Minimalismus“ zu pflegen.  Das Trio hat bisher fünf Studioalben über das norwegische Plattenlabel Rune Grammofon veröffentlicht. Bisherige Auftritte umfassen das Molde Int. Jazz Festival, Oslo Jazzfestival, Maijazz und Vossajazz in Norwegen sowie das Penang Jazz Festival in Malaysia, neben zahlreichen Club-Auftritten in Deutschland, der Schweiz, Großbritannien und Malaysia.

## Diskografie

### Studioalben
- What Took You So Long (2012, Rune Grammofon / Cargo Records)
- You Had Me at Goodbye (2010, Rune Grammofon / Cargo Records)
- Never Ending January (2015, Rune Grammofon / Cargo Records)
- Espen Eriksen Trio with Andy Sheppard: Perfectly Unhappy (2018, Rune Grammofon)
- End of Summer (2020, Rune Grammofon / Cargo Records)
- Espen Eriksen Trio with Andy Sheppard: As Good As Its Gets (2023, Rune Grammofon)

### Kompilationen
- 2011 JazzCD.no #5
- Twenty Centuries Of Stony Sleep (2010, Rune Grammofon / Cargo Records)
- Runeology 4 (2009, Rune Grammofon / Vivid)